# Earth Hotel
Earth Hotel è il quarto album discografico da solista di Paolo Benvegnù, pubblicato nell'ottobre 2014.

## Descrizione
Il disco, pubblicato a tre anni dal precedente per Woodworm (distribuzione Audioglobe), è stato annunciato nel luglio 2014.
È stato registrato tra il Jam Recordings e il Farm Studio Factory e missato da Michele Pazzaglia a Villa Decani (Slovenia), mentre la masterizzazione è stata eseguita da Giovanni Versari a Tredozio.
Il 2 ottobre 2014 è stato pubblicato il video del brano Una nuova innocenza, diretto da Mauro Talamonti. Si tratta di un vero e proprio cortometraggio girato a Bangkok e interpretato dallo svedese Ulf Pilblad e da Pimlux Muaypim.

## Tracce
1. Nello spazio profondo – 4:51
2. Una nuova innocenza – 6:14
3. Nuovosonettomaoista – 3:43
4. Avenida silencio – 7:30
5. Life – 2:22
6. Feed the Destruction – 3:54
7. Stefan Zweig – 3:49
8. Orlando – 4:44
9. Divisionisti – 3:26
10. Piccola pornografia urbana – 5:56
11. Hannah – 4:48
12. Sempiterni sguardi e primati – 5:19

## Formazione[4]
- Paolo Benvegnù - voce, basso, chitarre, programmazioni, synth, cori
- Michele Pazzaglia - sound engineering, synth
- Luca Baldini - basso, pianoforte
- Andrea Franchi - batteria, chitarre, synth, pianoforte
- Matteo Carbone - chitarre, pianoforte, synth
- Guglielmo Ridolfo Gagliano - basso, chitarra
- Ciro Fiorucci - batteria elettrica
- Francesco Chimenti - violoncello
- Emanuela Agatoni - viola, violino